# Markus Hantschk
Markus Hantschk, né le 19 novembre 1977 à Dachau, est un ancien joueur de tennis professionnel allemand.
Il a été professionnel entre 1996 et 2006. Son meilleur classement ATP est une 71e place atteinte le 30 octobre 2000. Il a disputé les finales du tournoi de Chennai et de l'Open de Roumanie cette même année mais n'a jamais remporté de titres sur le circuit ATP.

## Palmarès

### Finales en simple (2)
| No | Date       | Nom et lieu du tournoi        | Catégorie   | Dotation  | Surface      | Vainqueur      | Score          |          |
| -- | ---------- | ----------------------------- | ----------- | --------- | ------------ | -------------- | -------------- | -------- |
| 1  | 03-01-2000 | Gold Flake Open, Chennai      | Int' Series | 405 000 $ | Dur (ext.)   | Jérôme Golmard | 6-3, 66-7, 6-3 | Parcours |
| 2  | 11-09-2000 | Gelsor Open Romania, Bucarest | Int' Series | 350 000 $ | Terre (ext.) | Joan Balcells  | 6-4, 3-6, 7-61 | Parcours |

## Parcours dans les tournois du Grand Chelem
| Année | Open d'Australie | Roland-Garros | Wimbledon | US Open  |
| ----- | ---------------- | ------------- | --------- | -------- |
| 1999  | -                | 2e tour       | -         | -        |
| 2000  | -                | 2e tour       | 1er tour  | 1er tour |
| 2001  | 1er tour         | -             | -         | -        |